# Oligositoides fletcheri
Oligositoides fletcheri är en stekelart som beskrevs av Doutt 1968. Oligositoides fletcheri ingår i släktet Oligositoides och familjen hårstrimsteklar. Inga underarter finns listade i Catalogue of Life.